# Церква Воздвиження Чесного Хреста (Загір'я)
Церква Воздвиження Чесного Хреста — греко-католицька церква у селі Загір'я Рогатинського району Івано-Франківської області України. Пам'ятка архітектури національного значення, охоронний № 1190.

## Історія
Можливо збудована 1700 року[а]. Біля 1744 року загорівся вівтар, церкву реставрували, про що згадував о. Микола Шадурський в її описі від 1764 року. Після реставрації її благословив о. Іван Пазірський, княгиницький декан. 28 березня 1771 року парох о. Бобовський отримав ерекцію на ґрунти, якими давно вже користувалася церква, від дідича Домініка Цетнера.
З 1803 по 1938 рік церква стала дочірньою парохії Княгиничі, 1938 року її відновили як окрему парохію, і нею завідував парох Княгиничів.
1817 року храм реставрували — забрали верхи над вівтарем і бабинцем, змінили форму верху нави; можливо тоді ж звели дзвіницю.
1946 року церкву закрили для богослужінь до 1989 року. З 1991 року церква в користуванні громади УГКЦ. З 1998 року парохом у Загір'ї та Княгиничі є о. Павло Кадлуб.
Храмове свято — Різдво Івана Предтечі (Свято Купала).

## Опис
Дерев'яна церква, належить до галицької школи народної архітектури. Початково була вкрита ґонтом, але після Другої світової війни її замінили на бляху. Тридільна — бабинець, прямокутна нава, вівтар. Центральна частина ширша й вища за дві інші. До бабинця прибудовано присінок із заходу, а до вівтаря — захристія зі сходу та ризниця із півночі. У південних стінах зрубів — прямокутні вікна. Будівля розташована на пагорбі, від вулиці відгороджена муром.
Настінний живопис зберігся із XIX століття. Іконостас поновили на початку 1990-х років.

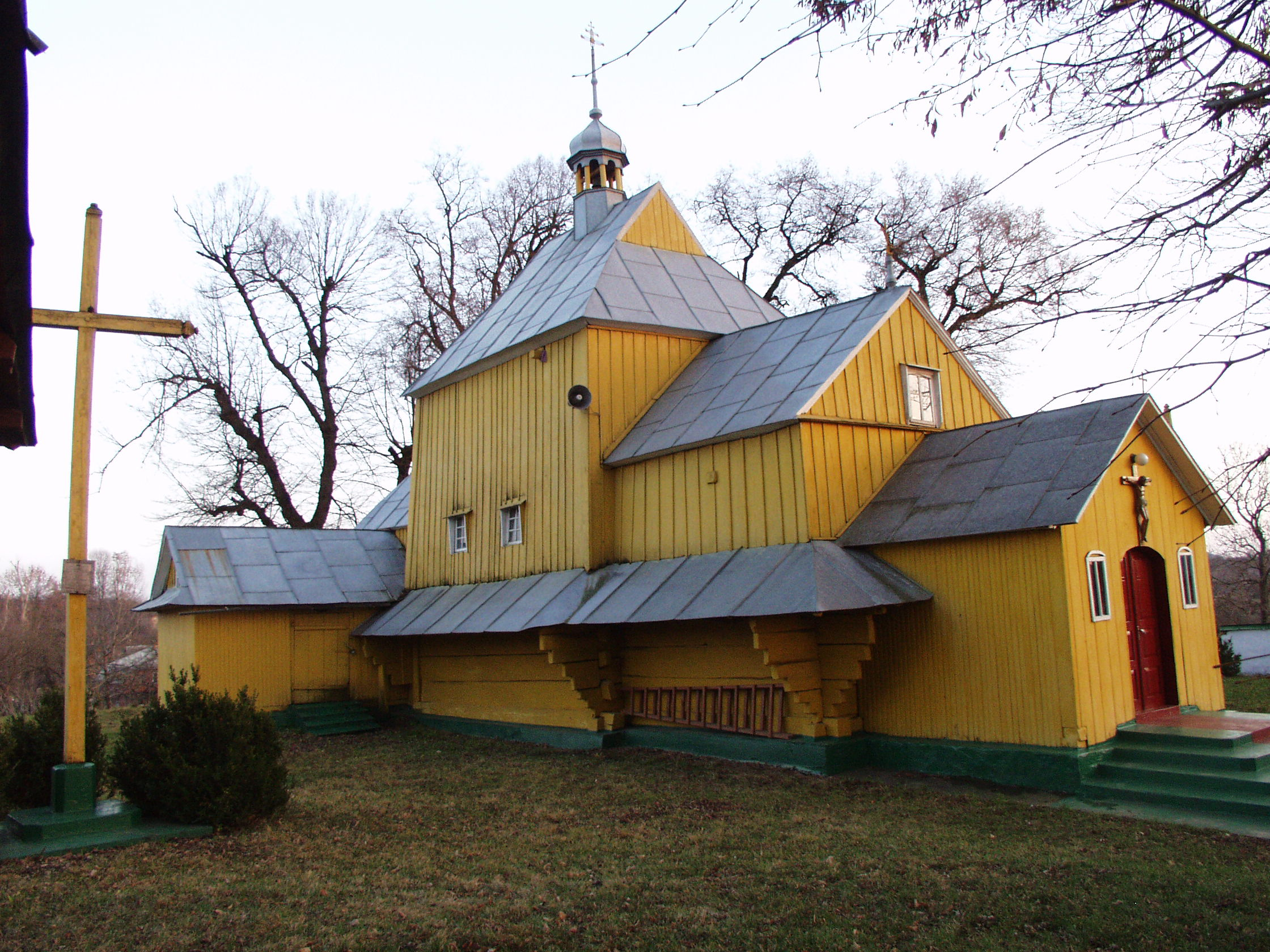
Вид на церкву (2005 рік)
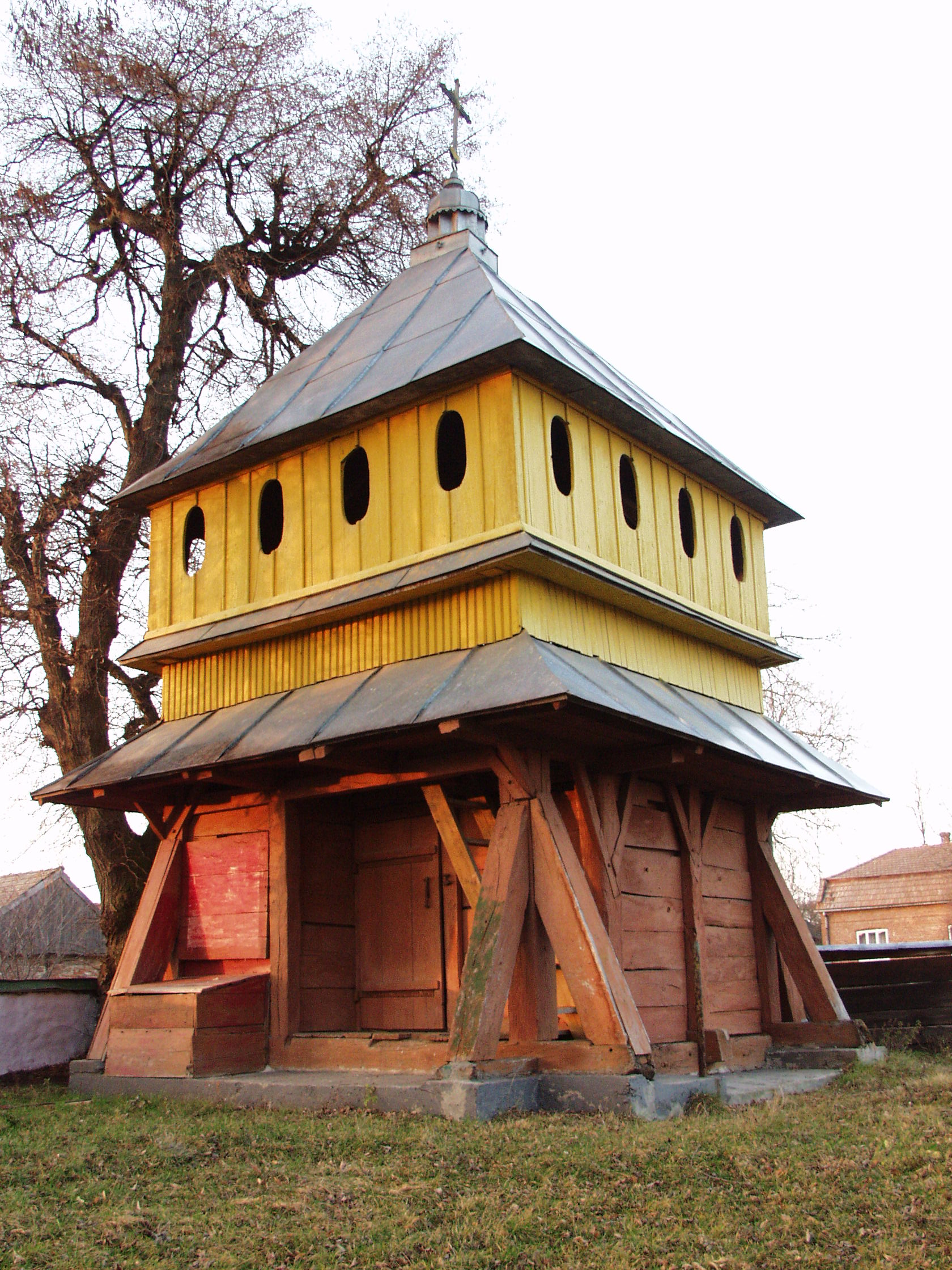
Дзвіниця (2005 рік)
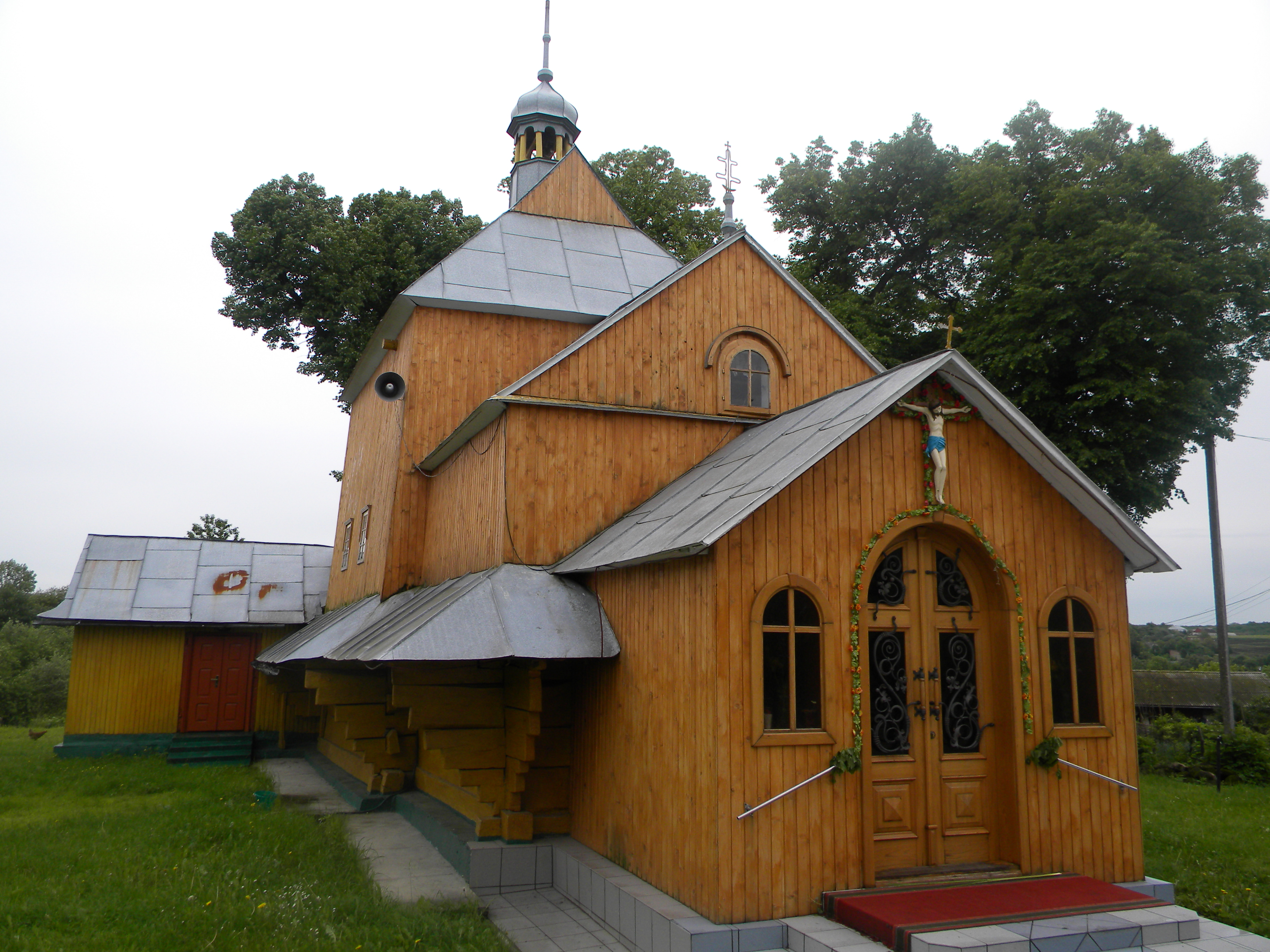
Церква (2010 рік)
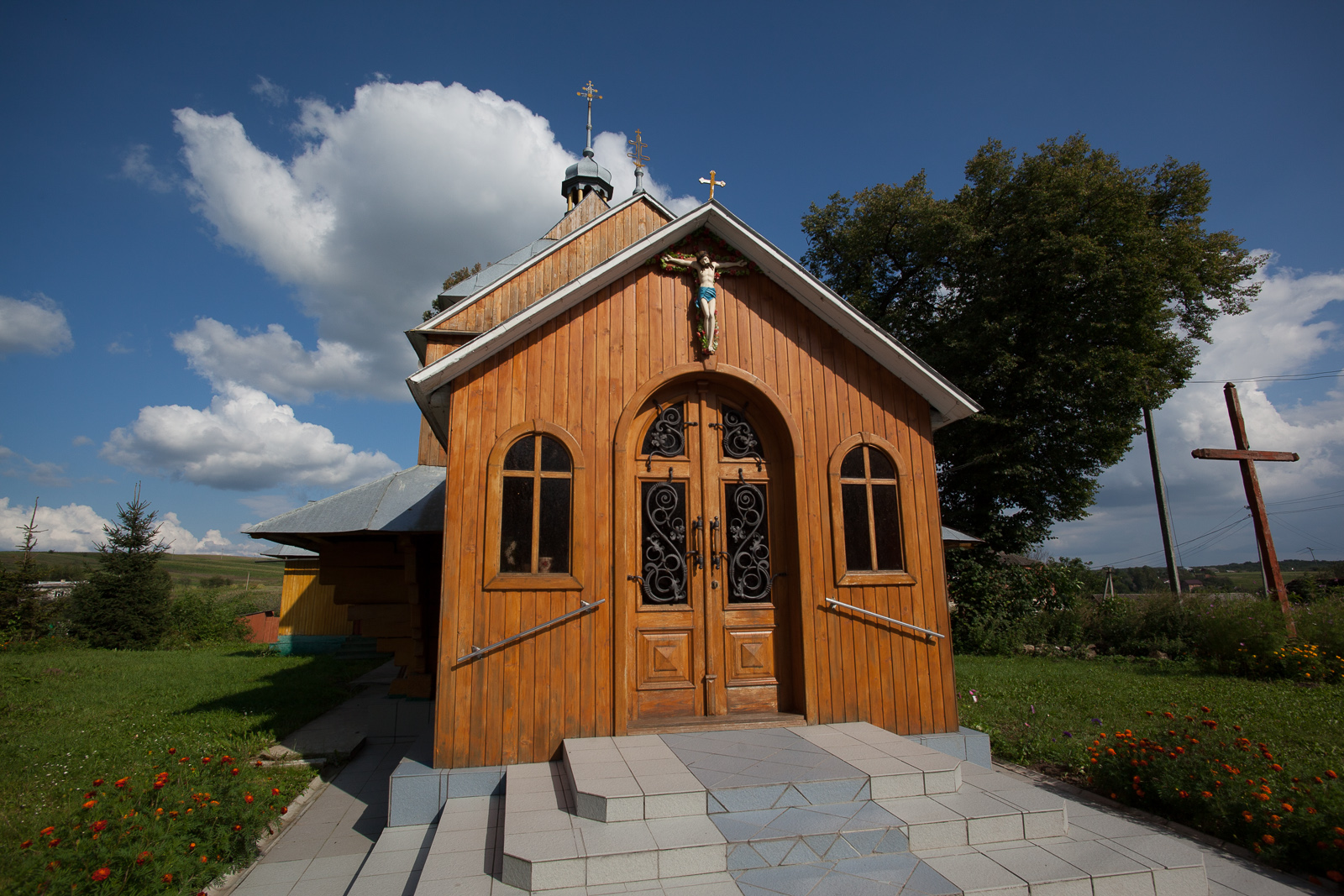
Вхід до церкви (2012 рік)
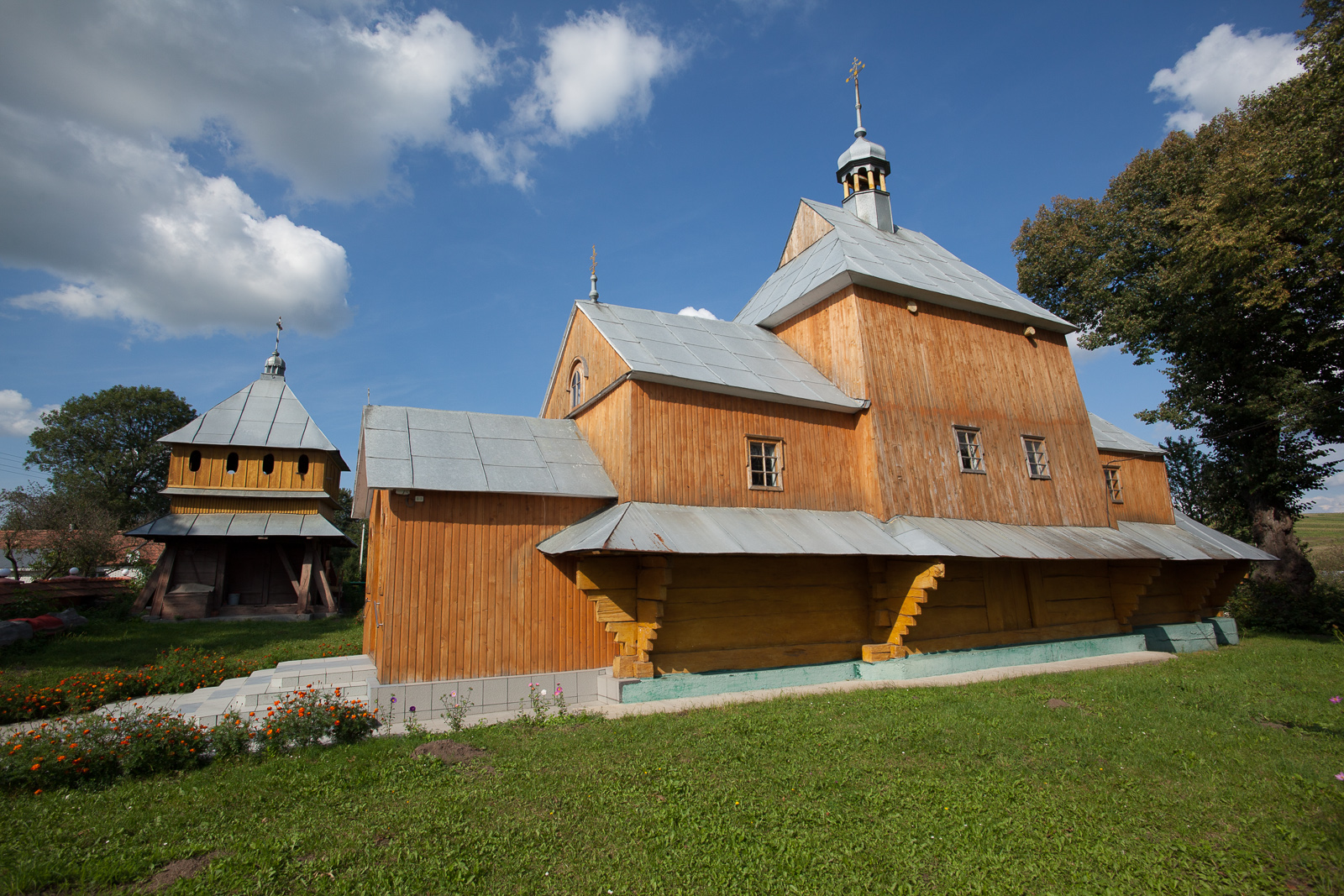
Церква і дзвіниця (2012 рік)
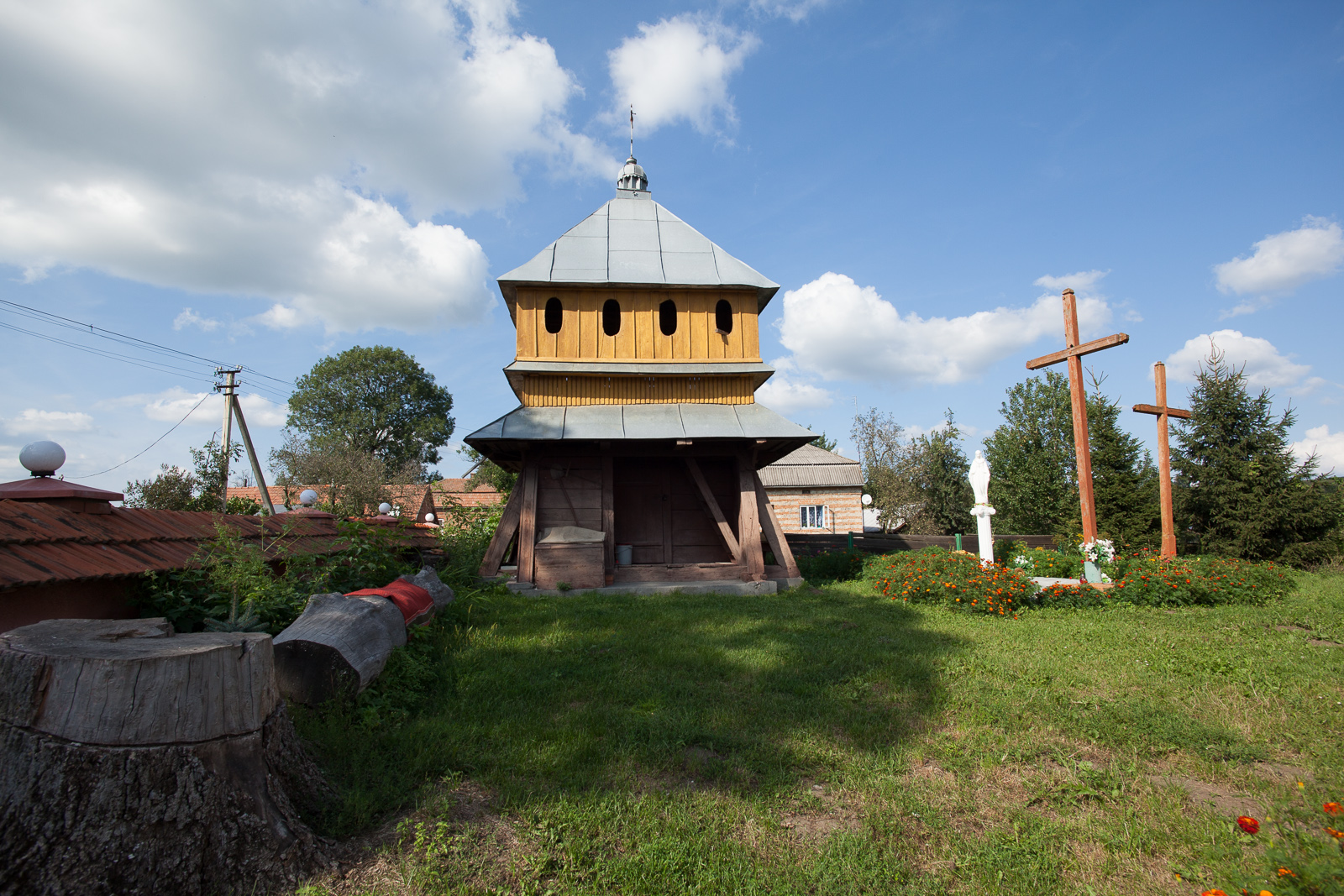
Вид на дзвіницю (2012 рік)

## Виноски
1. ↑  Wiki Loves Monuments monuments database — 2023.
2. ↑  Про доповнення списку пам'яток містобудування і архітектури Української РСР, що перебувають під охороною держави. Рада Міністрів УРСР; Постанова від 06.09.1979 № 442. Законодавство України. Архів оригіналу за 02.04.2018. Процитовано 25.04.2020.
3. ↑  Реєстр об'єктів культурної спадщини. Геопортал відкритих даних Івано-Франківської області. Архів оригіналу за 24 січня 2020. Процитовано 25.04.2020. [Архівовано 2020-01-24 у Wayback Machine.]
4. 1 2 3 4 5 6 7 8 9  Слободян, 2004, с. 66.
5. 1 2 3 4 5  Слободян, 2004, с. 67.
6. ↑  УГКЦ С.ЗАГІРЯ. opendatabot.ua. Процитовано 25.04.2020.
7. ↑  Дні духовної віднови перед мощами св. Івана Павла ІІ. ugcc.if.ua. 19.03.2019. Архів оригіналу за 25 лютого 2020. Процитовано 25.04.2020.
8. ↑  КНЯГИНИЦЬКА СІЛЬСЬКА РАДА. rohatynrada.if.ua. Архів оригіналу за 30 вересня 2020. Процитовано 25.04.2020.
9. 1 2  Памятники градостроительства и архитектуры УССР: (Ил. справ.-каталог). В 4-х т. (рос.) . Т. 2. 1983—1985. с. 246.